# Debbrich Feys
Debbrich Feys (Gent, 20 december 1984) is een voormalig tennisspeelster uit België. Zij begon met tennis toen zij negen jaar oud was. Haar favoriete ondergrond is hardcourt. Zij was actief in het proftennis van 2005 tot en met 2009. Op 10 maart 2008 bereikte zij de 341e plaats op de wereldranglijst, haar hoogste positie in het enkelspel. Zij heeft niet aan een grandslamtoernooi meegedaan. In het dubbelspel bereikte zij de 178e plaats (februari 2008).
Het grootste succes in haar carrière was de winst in een toernooi in Nigeria (in maart 2007), waar zij in de finale de Braziliaanse Ana-Clara Duarte versloeg. Ook heeft zij enig succes gekend tijdens WTA-toernooien. In het Tier II-toernooi van Parijs in 2008 versloeg zij in de eerste kwalificatieronde de Française Olivia Sanchez en in Bangalore (maart 2008) versloeg zij Zheng Jie. In 2008 won zij onder andere van Sandra Záhlavová en Nicole Clerico.
In 2007 en 2008 kwam zij drie keer in de Fed Cup voor België uit. In 2007 verloor zij twee enkelspelen tegen Chinese spelers en in 2008 won zij samen met Caroline Maes het dubbelspel tegen Colombia.

## Palmares

### Gewonnen ITF-toernooien enkelspel
| nr. | finale     | toernooi   | dotatie  | tegenstandster in finale | score         |
| --- | ---------- | ---------- | -------- | ------------------------ | ------------- |
| 1.  | 2007-03-10 | Benin City | $ 10.000 | Ana-Clara Duarte         | 6-7, 6-4, 6-4 |